# Cryptus bohemani
Cryptus bohemani là một loài tò vò trong họ Ichneumonidae.